# Паслён дольчатый
Паслён до́льчатый (лат. Solánum laciniátum) — растение семейства Паслёновые, вид рода Паслён.

## Ботаническое описание
В условиях естественного ареала это мощное многолетнее травянистое растение 2—2,5 м высотой. Стебель травянистый, одревесневающий у основания, повторно тройчато-вильчато-ветвистый, густолиственный. Нижние листья очень крупные, до 35 см длиной, непарноперистые, мелкорессеченные, кверху упрощающиеся. Цветки собраны по 3—17 штук в короткие густые кисти. Цветки крупные, сходные с цветками картофеля, чашечка 5-листная, зелёная, венчик спайнолепестный, колесовидный, тёмно-фиолетовый, иногда с 5 желтоватыми жилками.
Плод — сочная двухгнёздная ягода овальной формы, 2—3 см длиной. Семена многочисленные, мелкие. Растение ядовито, но зрелые плоды местное население считает съедобными.

## Ареал и экология
Произрастает в Австралии, Новой Зеландии и субтропической зоне.
В умеренных зонах некоторых стран бывшего СССР культивируется как однолетник.

## Хозяйственное значение
С лекарственной целью используют траву — Herba laciniati. Для сбора урожая скашивают надземную часть во время цветения и в фазу завязывания и незрелых плодов. Сырьё содержит около 2,5 процентов смеси стероидных алкалоидов, которая состоит из соланина и (в меньшем количестве) соламаргина, дающих при отщеплении глюкозы одинаковый агликон соласодин. Углеводная часть соласодина состоит из рамнозы, галактозы и глюкозы. Срок хранения сырья 3 года по списку Б.
В традиционной медицине паслён дольчатый применяется для лечения злокачественных заболеваний крови (лейкоза). Используется для получения прогестерона, а также для синтеза кортизона и других стероидных гормонов.